# Herzogtum Friedland

Wappen Wallensteins als Herzog von Friedland: vereinigtes Wappen der für ihn zum Herzogtum erhobenen Herrschaft Friedland, mit aufgelegtem Herzschild mit dem Wappen des Hauses Waldstein

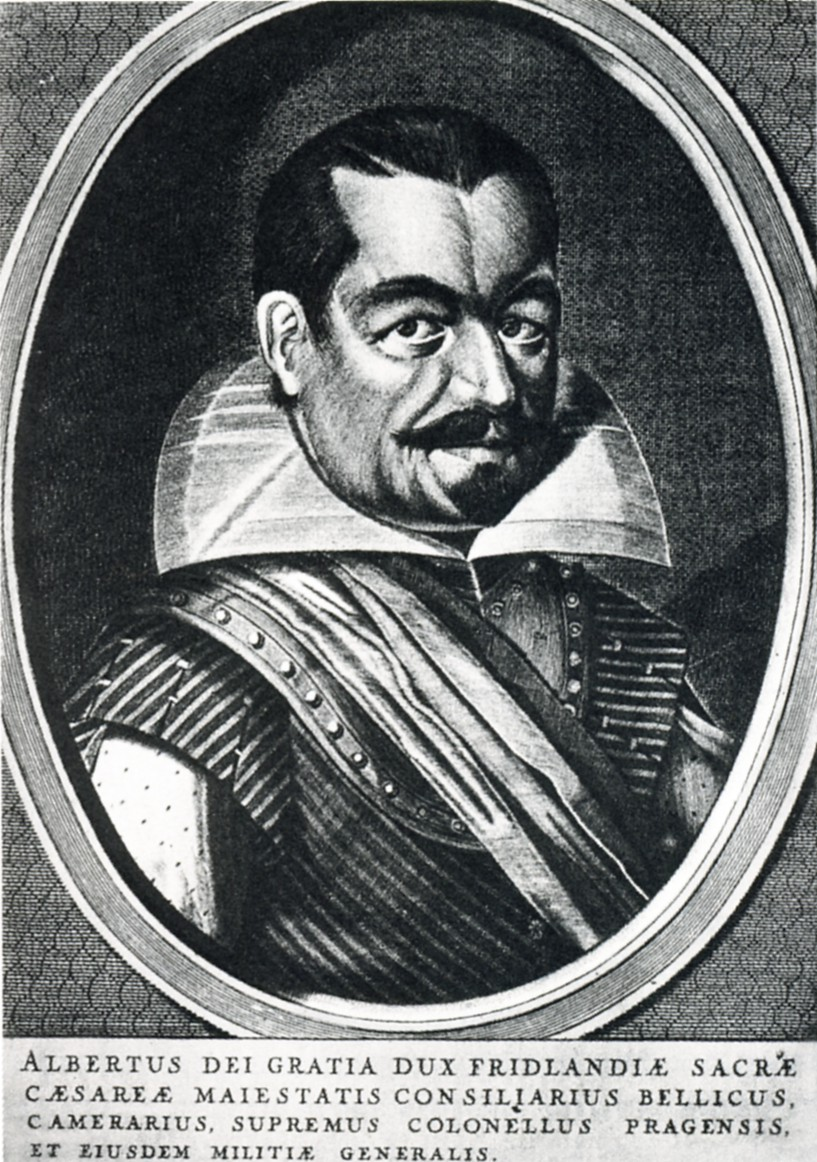
Albrecht von Wallenstein, kaiserlicher Generalissimus im Dreißigjährigen Krieg, schuf sich mit der Herrschaft Friedland sein eigenes Herzogtum. Kupferstich von Hendrik Hondius, 1625/28

Das Herzogtum Friedland (tschechisch Frýdlantské vévodství) war ein Herrschaftsgebiet, das während des Dreißigjährigen Krieges in den Jahren 1621/25 bis 1634 bestand. Das im nordöstlichen Böhmen gelegene Territorium war eine Schöpfung des kaiserlichen Generalissimus Albrecht von Wallenstein, der seit 1625 auch den Titel eines Herzogs von Friedland trug. Namensgebend war die Stadt Friedland in Nordböhmen; Residenzstadt war das im Böhmischen Paradies gelegene Jičín (Gitschin).
Die konfiszierte Herrschaft Friedland erhielt Wallenstein 1621 vom böhmischen Landesherrn Kaiser Ferdinand II. In den folgenden Jahren erwarb er umfangreiche Ländereien, vornehmlich von emigrierten protestantischen Exulanten; damit umfasste sein Gebiet ein knappes Fünftel des Königreichs Böhmen. Innerhalb weniger Jahre baute er sein Herzogtum als Musterstaat mit straffer Verwaltung auf. Zugleich steigerte er die Produktion in Landwirtschaft, Bergbau und Gewerbe und nutzte die Erträge zur Versorgung seiner Armee.

## Lage
Das Herzogtum Friedland lag nordöstlich von Prag. Es umfasste den größten Teil des Gebiets, das vom bogenförmigen Verlauf der Elbe in Böhmen umrahmt wird. Im Norden grenzte es an die Oberlausitz und im Osten an Schlesien. Zum Herrschaftsgebiet gehörten das Iser- und Teile des Riesengebirges mit dem Quellgebiet der Elbe. Insgesamt besaß das Herzogtum eine Fläche von etwa 9000 Quadratkilometern. Zum Größenvergleich: Das österreichische Bundesland Kärnten misst rund 9500 Quadratkilometer, das Saarland und das Großherzogtum Luxemburg zählen jeweils knapp 2600 Quadratkilometer.

## Geschichte
Die Entstehung des Herzogtums steht in unmittelbarem Zusammenhang mit der Niederschlagung des Böhmischen Ständeaufstandes von 1618 durch die Kaiserliche Armee.  Nach der entscheidenden Schlacht am Weißen Berg 1620 und der Flucht des von den böhmischen Ständen gewählten „Winterkönigs“ Friedrich V. von der Pfalz aus Prag setzte Ferdinand II. ein Strafgericht gegen die Rebellen ein, das im Juni 1621 mit der öffentlichen Hinrichtung von 27 Aufständischen auf dem Altstädter Ring in Prag gipfelte. Die Güter der Rebellen wurden in großem Umfang von der Krone konfisziert und neu an kaisertreue Herren vergeben.
Zu diesen gehörte auch Wallenstein, der im Januar 1622 zum Befehlshaber der Kaiserlichen in Böhmen ernannt wurde. Diese Machtstellung und die damit verbundenen Erkenntnisse nutzte er, um seinen Landerwerb zielstrebig voranzutreiben. Begünstigt wurde Wallensteins Aufstieg zum Magnaten auch dadurch, dass er wegen der früher geleisteten Kriegsdienste als Regimentskommandant zum Gläubiger des Kaisers geworden war. Wegen mangelnder Liquidität in seiner Kriegskasse ging Ferdinand dazu über, diese Schulden vorläufig durch die Verpfändung von Ländereien zu begleichen. Schließlich war Wallenstein auch Teilhaber des Prager Münzkonsortiums von 1622 um Hans de Witte, das das Münzregal vom Kaiser pachtete und eine bewusste Inflation des Guldens durch Verminderung des Silbergehalts betrieb. Wallenstein nutzte diese Gelegenheit, um Landbesitz mitunter weit unter Wert aufzukaufen.
Keimzelle des späteren Herzogtums waren die Herrschaften Friedland und Reichenberg, die Ferdinand II. im Juni 1621 zunächst an Wallenstein verpfändete und ihm ein Jahr darauf als ewiges Erblehen überließ. In einem „Taumel des Tauschens, Kaufens und Wiederverkaufens“ kamen bis Anfang des Jahres 1624 49 weitere Güter und Besitzungen, überwiegend im Böhmischen Paradies hinzu, u. a. die Städte Horschitz und Böhmisch Leipa, die Herrschaften Arnau, Neuschloß mit Hühnerwasser, Weißwasser, Münchengrätz, Hohenelbe, Hirschberg, Bösig, Altperstein mit Schloss Neuperstein, Burg Houska mit zehn Dörfern, Burg Vidim mit sechzehn Dörfern, Kopidlno, Chomutice und Pecka, das Wallenstein dem von ihm gegründeten Kartäuserkloster Karthaus schenkte.
Danach verfolgte Wallenstein erfolgreich das Ziel, seine Erwerbungen zu einem geschlossenen Territorium zusammenzufügen und dauerhaft rechtlich abzusichern: Nachdem Ferdinand II. Wallenstein und dessen Nachkommen den Besitz Friedlands bereits 1622 als Fideikommiss bestätigt hatte, erhob er das Territorium im März 1624 zunächst zum Fürstentum und im Juni 1625 schließlich zu einem Herzogtum. Dadurch war Wallenstein als „Herzog von Friedland“ in den Reichsfürstenstand aufgestiegen, gehörte allerdings nicht zu den Reichsständen, da das Herzogtum Friedland böhmisches Lehen blieb und nicht Reichslehen wurde. Zudem übertrug ihm Ferdinand II. 1628 das schlesische Herzogtum Sagan.

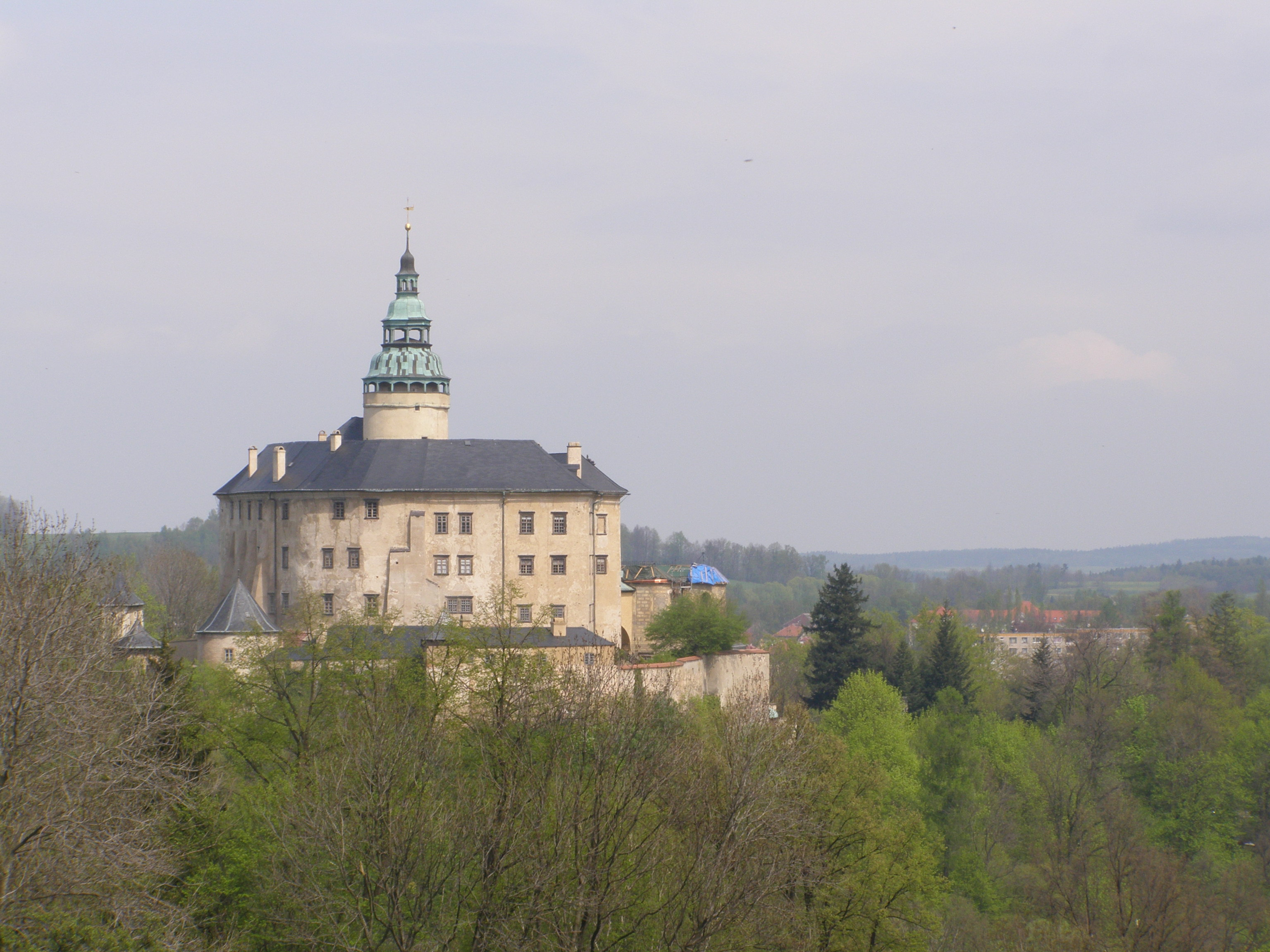
Schloss Friedland
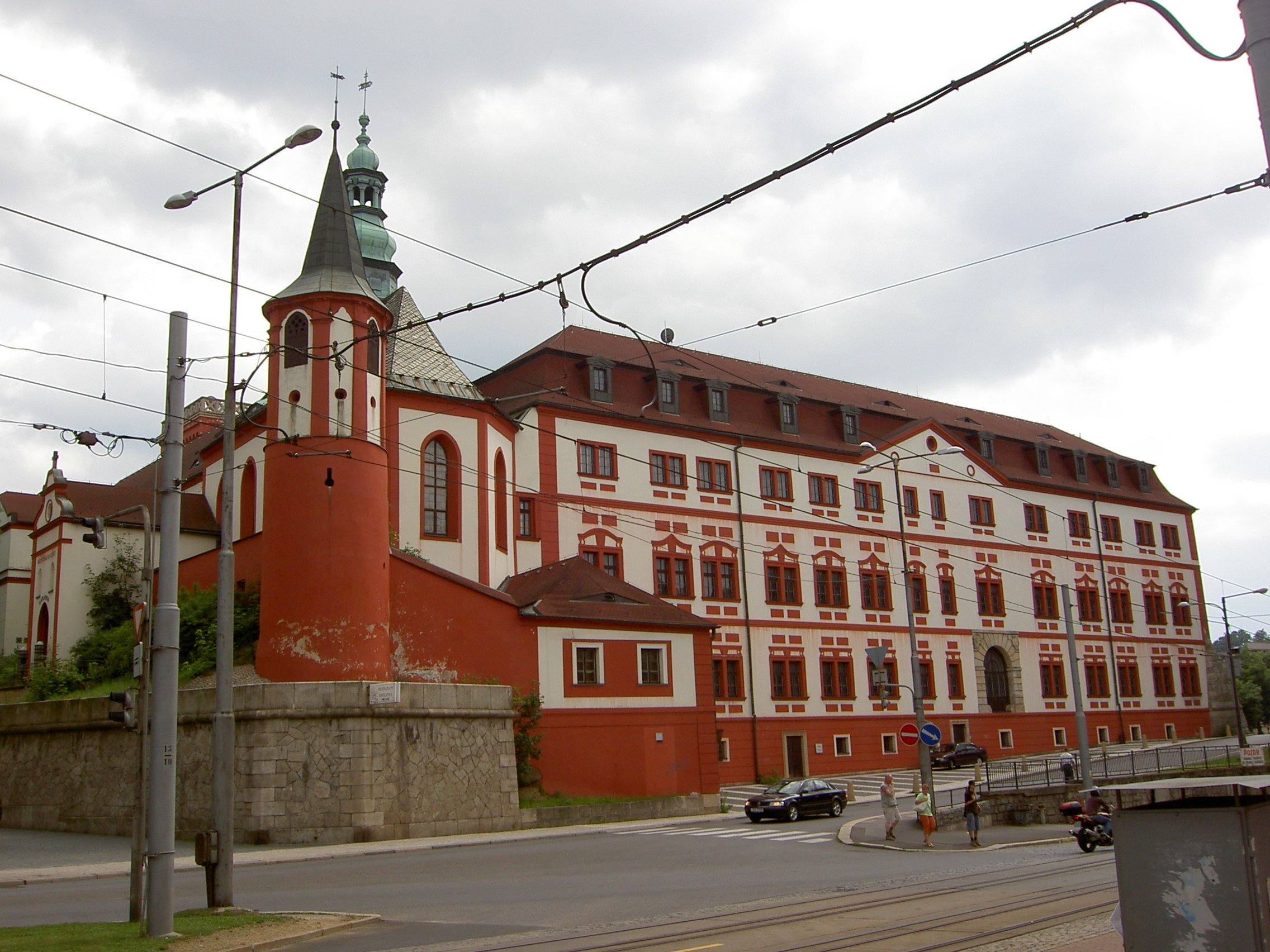
Schloss Reichenberg
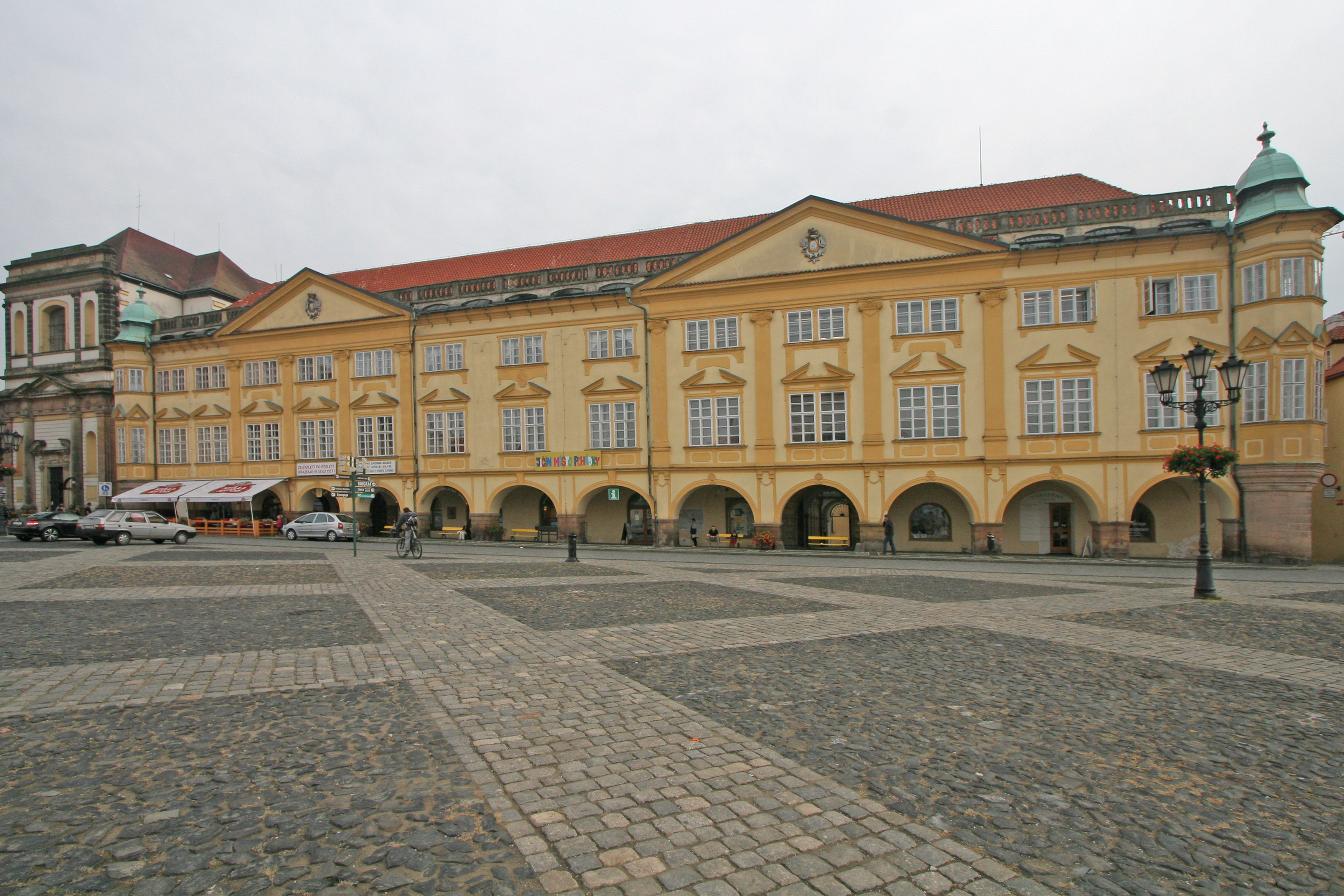
Stadtpalais in Gitschin
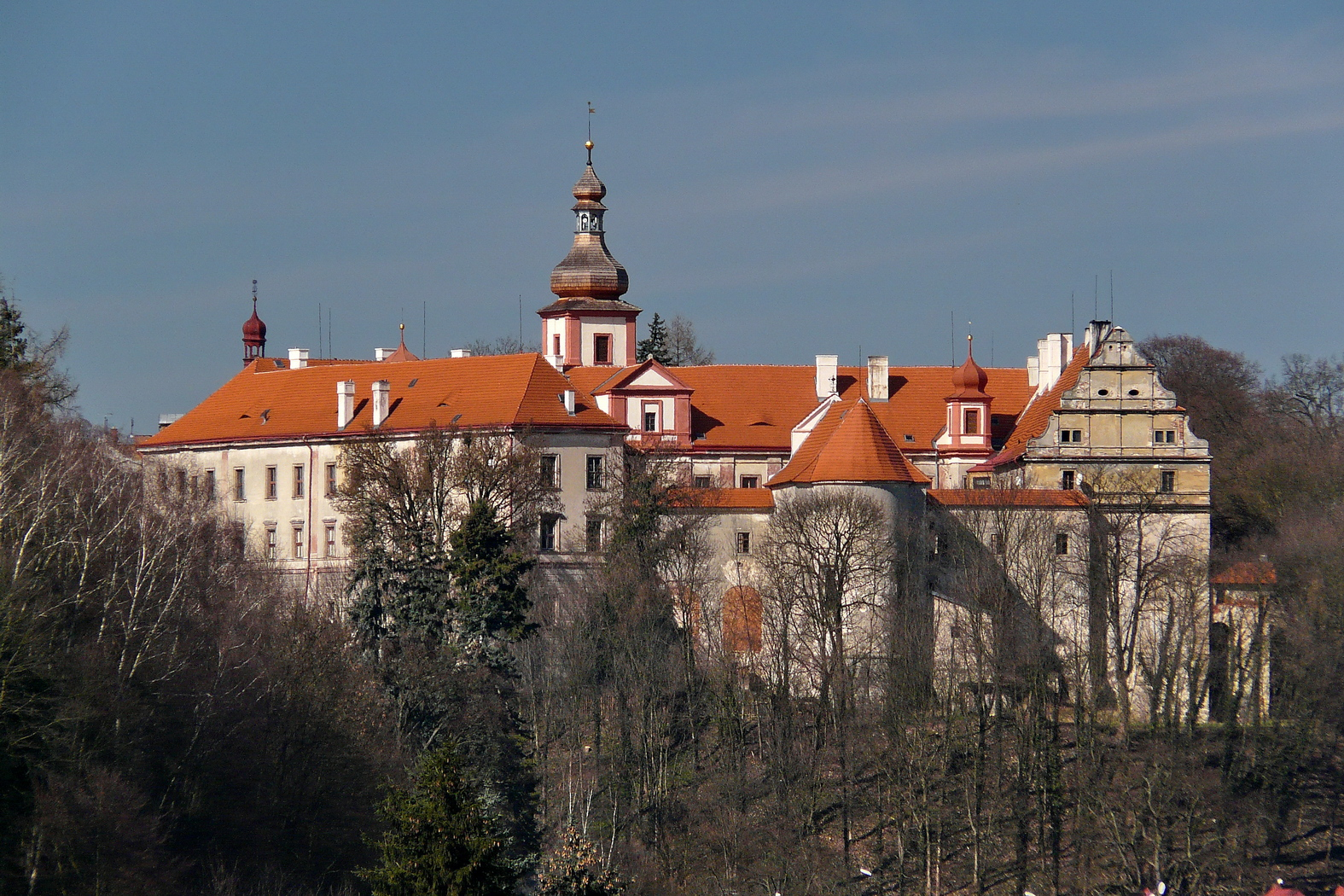
Schloss Weißwasser

## Verwaltung

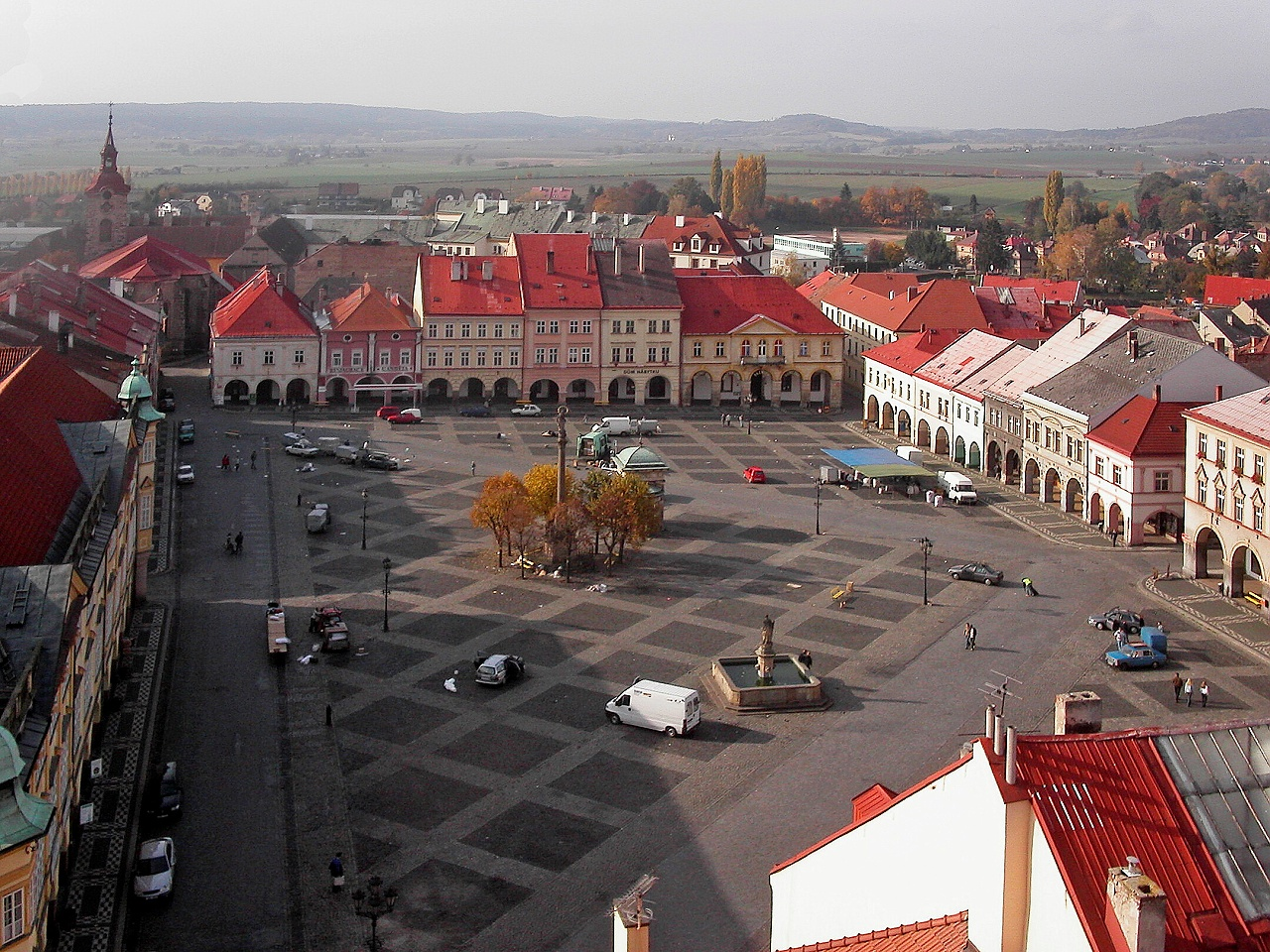
Blick über den Wallenstein-Platz in Jičin, der Residenz des Herzogtums Friedland

Wallenstein etablierte sein Herzogtum Friedland durch den Aufbau einer straffen Verwaltungsstruktur, die von einem ihm durch Amtseid verpflichteten Beamtenapparat getragen wurde. Die Amtssprache war Deutsch, welches im Norden des Herzogtums überwog, während im Süden das Tschechische vorherrschte. An der Spitze der Hierarchie stand der Landeshauptmann, gleichsam als Stellvertreter des oft abwesenden Herzogs. Von 1624 bis 1631 hatte dieses Amt Gerhard von Taxis inne. Dem Landeshauptmann unterstanden zwei Zentralbehörden: Die für die Wirtschafts- und Finanzverwaltung zuständige Kammer und die Kanzlei für den juristisch-administrativen Bereich. Auf der regionalen und lokalen Ebene waren die beiden Zweige der Verwaltung vereinigt. Das Herzogtum gliederte sich in Bezirke, die jeweils einem Hauptmann unterstanden, darüber gab es Kreise mit Oberhauptleuten an der Spitze. Der Kammer unterstanden auch die Wallenstein persönlich gehörenden Kammergüter, die von den 24 Hauptleuten zentral verwaltet wurden.
Einige Städte erlangten nach und nach den Status einer Freien Herzogsstadt mit autonomer Verwaltung, neben Friedland und Gitschin auch Reichenberg, Böhmisch-Leipa, Aicha, Weißwasser, Turnau und Arnau. Die besondere Förderung Wallensteins genoss das im Böhmischen Paradies gelegene Gitschin, das er zur Residenzstadt des Herzogtums erhob: Hier entfesselte er einen Bauboom, wodurch sich der vormals unbedeutende Flecken innerhalb weniger Jahre zu einem Zentrum des Handwerks und des Handels entwickelte sowie zu einer repräsentativen Barockstadt. Als deren Herzstück war der neue herzogliche Palast vorgesehen, der allerdings unvollendet blieb. Der Herzog bevorzugte als Wohnsitz das Prager Palais Waldstein.
Wallenstein rief im Rahmen der Gegenreformation die Jesuiten nach Gitschin, die ein Jesuitenkolleg gründeten, das zum Bildungszentrum der Stadt und des Herzogtums wurde. Ebenso berief er Dominikaner und Kartäuser in die Stadt, und den Franziskanern übergab er das Schloss Welisch. In Böhmisch Leipa, gründete er das Augustinerkloster Böhmisch Leipa und – zum Gedenken an seine erste Ehefrau Lukrezia – das Kartäuserkloster in Walditz, dem er auch die Schlösser Radim und Pecka mit zahlreichen Dörfern schenkte. Er wandte sich jedoch gegen Gewaltmaßnahmen bei der Rekatholisierung der Bevölkerung, da er  Unordnung und wirtschaftliche Verluste durch Emigration vermeiden wollte.

## Kriegswirtschaft

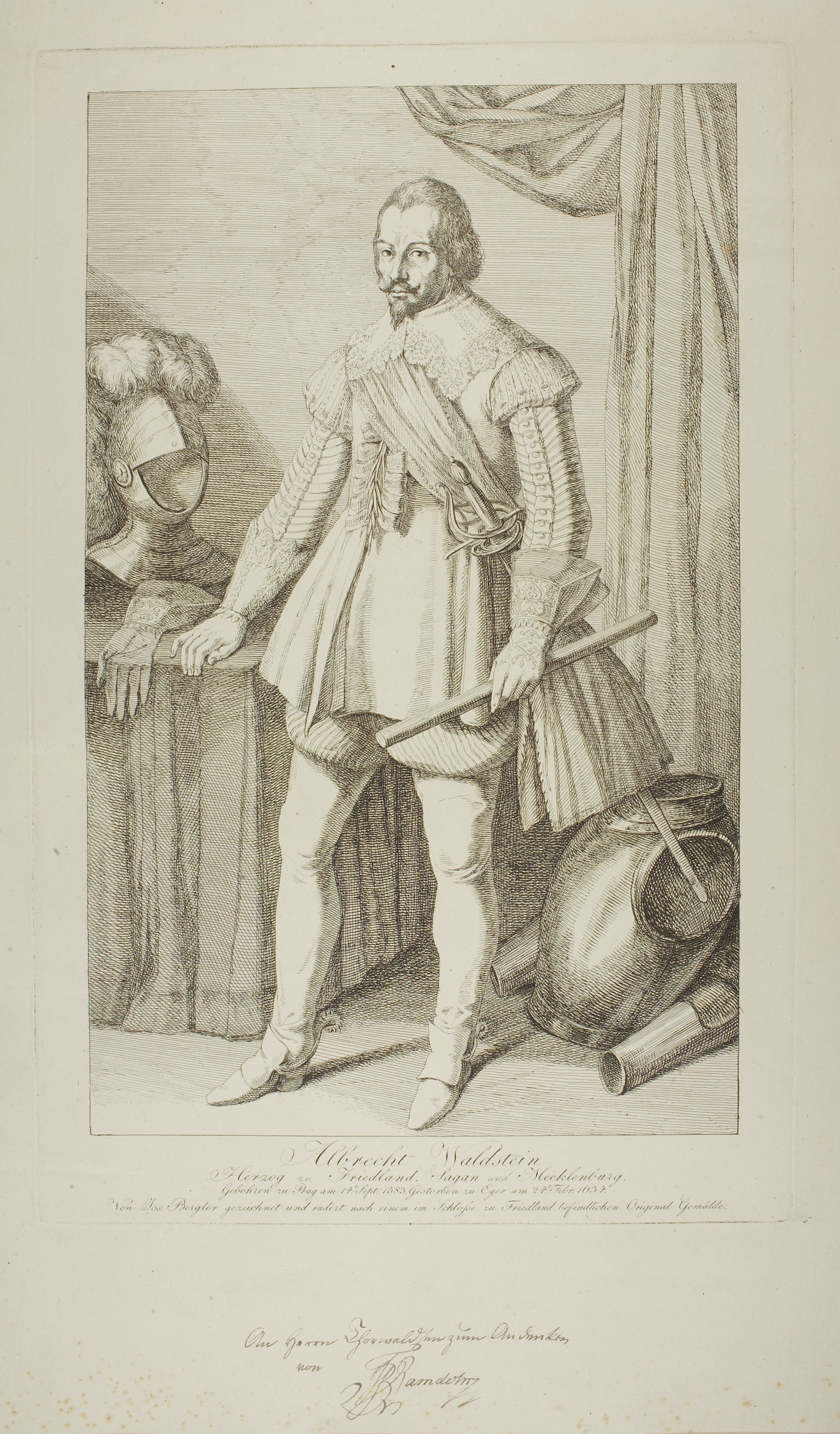
Albrecht Waldstein, Herzog zu Friedland, Sagan und Mecklenburg (Stich von Joseph Bergler nach einem Original im Schloss zu Friedland; mit Widmung Ramdohrs an Thorvaldsen)

Ab 1625 stand das Herzogtum ganz im Zeichen der Kriegswirtschaft. Ziel war es, die Versorgung der von Wallenstein geführten Kaiserlichen Armee mit Lebensmitteln, Kleidung, Waffen und Munition so weit wie möglich aus friedländischer Produktion sicherzustellen. Viele landwirtschaftliche Güter und gewerbliche Produktionsstätten sowie Bergwerke befanden sich in der Hand des Fiskus. Wo dies nicht der Fall war, sicherte sich Wallenstein durch Handelsmonopole den Zugriff auf die Erträge. Das Braurecht, zuvor von Städten und Adel ausgeübt, zog er an sich und verfügte für seine Biere ein Schankmonopol; Branntweinbrennereien, die nicht ihm gehörten, belegte er mit Steuern. Das friedländische System kann daher als Staatswirtschaft oder Planwirtschaft charakterisiert werden.
Mit äußerst detaillierten Anweisungen, die auch während seiner Feldzüge stetig und in großer Zahl an seine Beamten ergingen, sorgte Wallenstein dafür, dass die Erträge in nahezu allen Wirtschaftszweigen deutlich gesteigert werden konnten und zuvor brachliegende Potenziale ausgeschöpft wurden. 1628 erließ er eine Wirtschaftsordnung mit 24 ausführlichen Artikeln. Die bedeutendsten Gewerbe waren die Tuchmacher, Weber, Schneider (auch für Uniformen), Gerber und Schuster (u. a. für Soldatenstiefel) sowie die Brauereien. Im Umfeld der Eisenhütte von Raspenau wurden Rüstungsgüter (Waffen, Pulver und Blei) in Massenfertigung hergestellt. Auch Innovationen wie zum Beispiel Zwieback als haltbares Grundnahrungsmittel der Soldaten oder die Einführung einer reitenden Schnellpost kennzeichnen den friedländischen Aufschwung. Wallenstein ließ Zollstationen an den Grenzen seines Herzogtums einrichten, Straßen bauen sowie Maße und Gewichte vereinheitlichen. Zahlreiche Fachleute wurden aus dem Ausland geholt, jüdische Händler gefördert. Hauptabnehmer von Waren aus dem Herzogtum war Wallenstein selbst, nicht nur für die Ausrüstung seiner Armee, sondern auch für seine Hofhaltung, die aus 899 Personen bestand, an der Spitze der Obersthofmeister, ein Graf von Liechtenstein, der Oberstkämmerer, Graf Harrach, der Oberststallmeister, Graf Hardegg und der Vizestallmeister von Breunner, ferner 24 adlige Kammerherren; allein der zivile Aufwand betrug kaum weniger als eine halbe Million Taler im Jahr. Einen großen Teil dieses Hofstaats führte der Feldherr auf seinen Feldzügen mit sich im Hauptquartier und finanzierte ihn durch die Kontributionen der besetzten Länder.

## Musterstaat
So zeigte sich in Friedland, „... dass der Krieg ein Land reicher machen kann, wenn es nicht selber sein Schauplatz ist“. Zumal der kaiserliche General darauf bedacht war, dass sein Herzogtum von Einquartierungen seiner Armee verschont blieb. Mit dieser prosperierenden, integrierten Wirtschaft, mit seinen loyalen, fest besoldeten und daher für Korruption vergleichsweise wenig anfälligen Beamten, mit seinen einheitlichen Maßen und Gewichten, wegen der Neugründung zahlreicher Einrichtungen der Bildung und Armenfürsorge sowie aufgrund der rational-gemäßigt und nicht fanatisch durchgeführten Gegenreformation kann das Herzogtum Friedland als ein Musterstaat der Frühen Neuzeit bezeichnen werden. Bekannt ist die Titulierung Friedlands als „terra felix“ (glückliches Land) im Unterschied zur „terra deserta“ (verlassenes Land), womit das übrige Böhmen gemeint war, das durch die Konfiskationen und den Verkauf vor allem der städtischen Betriebe (Meierhöfe, Mühlen, Teiche usw.), aber auch infolge konfessioneller Emigration verarmte.
Auch formal war es Wallenstein weitgehend gelungen, trotz des rechtlich weiter bestehendem Lehensverhältnisses das Herzogtum Friedland aus dem Böhmischen Staatsverband herauszulösen und damit einen ähnlichen Status zu erlangen wie die Herzogtümer in Schlesien, einem Nebenland der Krone Böhmen, von denen er das Herzogtum Sagan von 1628 bis 1634 ebenfalls regierte. Er prägte seit 1625 seine eigenen Münzen und wurde 1627 von Ferdinand II. als oberster Gerichtsherr und letzte Berufungsinstanz in seinem Territorium bestätigt. 1632 gab er den Auftrag, eine Landesordnung mit ständischer Volksvertretung zu verfassen.

## Auflösung
Im Zusammenhang mit der Ermordung Wallensteins im Februar 1634 wurde das Herzogtum Friedland von kaiserlichen Truppen besetzt und zerschlagen. Die Wirtschaftsblüte in dem Gebiet ging damit zu Ende. Da Wallenstein als Hochverräter galt, wurden die Ansprüche seiner Familie auf das Erblehen von Ferdinand II. nicht anerkannt. Von der Neuverteilung der Güter profitierten insbesondere die an der Verschwörung gegen Wallenstein beteiligten Offiziere. Der größte Teil des Herzogtums Friedland ging an Wallensteins bisherigen Stellvertreter in der Armee Matthias Gallas, jedoch ohne den Herzogstitel oder die Hauptstadt Jičín, das Rudolf von Tiefenbach erhielt.
Wallenstein wurde in der von ihm gestifteten Klosterkirche Karthaus Walditz beigesetzt und nach deren Säkularisation 1782 in die Konventskapelle von Schloss Münchengrätz überführt, das den Grafen Waldstein bis 1945 gehörte.
Nicht mehr realisieren konnte Wallenstein sein Vorhaben, das Herzogtum Friedland aus dem Erzbistum Prag herauszulösen und zu einem eigenen Bistum erheben zu lassen. Bereits 1624 hatte Ferdinand II. die Erlaubnis hierzu erteilt. Wallensteins Entwürfe waren präzise und großzügig. Die Bischofsresidenz mit Bischof, Propst, Dechant, Archidiakon, zehn Domherren u. a. sollte in Gitschin gebaut werden. Als Kathedrale war die dem hl. Ignatius von Loyola gewidmete Pfarrkirche vorgesehen, die bereits 1622 nach dem Vorbild der Kathedrale von Santiago de Compostela errichtet worden war.